# Садовая улица (Сестрорецк)
Садо́вая у́лица — улица в городе Сестрорецке Курортного района Санкт-Петербурга. Проходит от Пляжной улицы до Ермоловского проспекта. Далее продолжается Малой Канонерской улицей.
Название известно с 1898 года. Скорее всего, связано с тем, что на участке от Парковой до Ботанической улицы проходит вдоль Среднего парка.
Участок от Парковой улицы до улицы Григорьева является пешеходным и со стороны улицы Григорьева закрыт воротами.

## Застройка
- № 8/16 — дача Кривдиной (начало XX века; объект культурного наследия федерального значения[3]).

## Перекрёстки
- Пляжная улица
- Парковая улица
- Улица Григорьева
- Ботаническая улица
- Ермоловский проспект / Малая Канонерская улица